# WEST.
A Johnny’s West (ジャニーズWEST; Hepburn: Janīzu Uesuto), stilizálva: Johnny’s WEST héttagú japán fiúegyüttes. Neve onnan ered, hogy az együttest a Johnny’s Entertainment tehetségkutató ügynökség alapította, tagjai pedig ben alakultak, Japán nyugati részéről, a Kanszai régióból származnak. Ők voltak az első Kanszai Johnny's Jr. csoport, akik tíz évvel a Kanjani8 után debütáltak. 2014-ben debütáltak az "Eejanaika" című kislemezükkel, és főképp a kanszai dialektusban énekelnek.

## Történetük
A debütálásukat a Johnny's Countdown at New Year-ben jelentették be  és az "Eejanaika" debütáló kislemezüket 2014. április 23-án adták ki.A csoport neve eredetileg Johnny WEST4 volt, és az eredeti tagok Sigeoka Daiki, Kirijama Akito, Nakama Dzsunta és Kotaki Nozomu, de később bejelentették, hogy Fudzsii Rjúszei, Kamijama Tomohiro és Hamada Takahiro csatlakozik a csoporthoz, és a név Johnny's WEST-re változott.
A "Gyakuten Winner" (逆転Winner; Hepburn: Turnabout Winner) című daluk szerepelt az Ace Attorney anime főcímzenéjeként.
2017 végén a csoport egy Blazing Transfer Students című, az azonos című mangán lazán alapuló Netflix drámában szerepelt.

## Tagok
| Név               | Kanji név | Születési dátum    | Születési hely | Színek       |
| ----------------- | --------- | ------------------ | -------------- | ------------ |
| Nakama Dzsunta    | 中間淳太  | 1987. október 21   | Hyogo          | Sárga        |
| Hamada Takahiro   | 濱田崇裕  | 1988. december 19  | Hyogo          | Lila         |
| Kirijama Akito    | 桐山照史  | 1989. augusztus 31 | Osaka          | Narancssárga |
| Sigeoka Daiki     | 重岡大毅  | 1992. augusztus 26 | Hyogo          | Piros        |
| Kamijama Tomohiro | 神山智洋  | 1993. július 1     | Hyogo          | Zöld         |
| Fudzsii Rjúszei   | 藤井流星  | 1993. augusztus 18 | Osaka          | Kék          |
| Kotaki Nozomu     | 小瀧望    | 1996. július 30    | Osaka          | Rózsaszín    |

## Diszkográfia

### Studióalbumok
| Cím              | Album részletei                                                                            | Toplistás helyezések | Toplistás helyezések | Díjak        | Eladási adatok |
| Cím              | Album részletei                                                                            | JPN                  | JPN Hot.             | Díjak        | Eladási adatok |
| ---------------- | ------------------------------------------------------------------------------------------ | -------------------- | -------------------- | ------------ | -------------- |
| Go West Yōi Don! | - Kiadás dátuma: 6 August 2014 - Kiadó: Johnny's Entertainment - Formátumok: CD, CD+DVD    | 1                    | —                    | - RIAJ: Gold | - JPN: 83,000  |
| Lucky 7          | - Kiadás dátuma: 9 December 2015 - Kiadó: Johnny's Entertainment - Formátumok: CD, CD+DVD  | 2                    | 2                    | - RIAJ: Gold | - JPN: 85,000  |
| Nawest           | - Kiadás dátuma: 30 November 2016 - Kiadó: Johnny's Entertainment - Formátumok: CD, CD+DVD | 1                    | 1                    | - RIAJ: Gold | - JPN: 86,000  |
| Westival         | - Kiadás dátuma: 2 January 2018 - Kiadó: Johnny's Entertainment - Formátumok: CD, CD+DVD   | 1                    | 1                    | - RIAJ: Gold | - JPN: 117,000 |
| WesTV!           | - Kiadás dátuma: 5 December 2018 - Kiadó: Johnny's Entertainment - Formátumok: CD, CD+DVD  | 2                    | 2                    | - RIAJ: Gold | - JPN: 96,000  |

### Középlemezek
| Cím      | Album részletei                                                                         | Toplistás helyezések | Díjak        | Eladási adatok |
| Cím      | Album részletei                                                                         | JPN                  | Díjak        | Eladási adatok |
| -------- | --------------------------------------------------------------------------------------- | -------------------- | ------------ | -------------- |
| Paripipo | - Kiadás dátuma: 22 April 2015 - Kiadó: Johnny's Entertainment - Formátumok: CD, CD+DVD | 1                    | - RIAJ: Gold | - JPN: 81,000  |

### Kislemezek
| Cím                       | Kiadás éve | Toplistás helyezések | Toplistás helyezések | Díjak            | Eladási adatok | Album neve        |
| Cím                       | Kiadás éve | JPN                  | JPN Hot.             | Díjak            | Eladási adatok | Album neve        |
| ------------------------- | ---------- | -------------------- | -------------------- | ---------------- | -------------- | ----------------- |
| "Eejanaika"               | 2014       | 1                    | 1                    | - RIAJ: Platinum | - JPN: 308,000 | Go West Yōi Don!  |
| "Zipang Ōkini Daisakusen" | 2014       | 2                    | 2                    | - RIAJ: Gold     | - JPN: 110,000 | Lucky 7           |
| "Yume o Dakishimete"      | 2014       | 2                    | —                    | - RIAJ: Gold     | - JPN: 110,000 | Lucky 7           |
| "Zundoko Paradise"        | 2015       | 1                    | 1                    | - RIAJ: Gold     | - JPN: 97,000  | Lucky 7           |
| "Bari Hapi"               | 2015       | 1                    | 1                    | - RIAJ: Gold     | - JPN: 101,000 | Lucky 7           |
| "Gyakuten Winner"         | 2016       | 1                    | 1                    | - RIAJ: Gold     | - JPN: 130,000 | Westival          |
| "Jinsei wa Subarashī"     | 2016       | 2                    | 2                    | - RIAJ: Gold     | - JPN: 137,000 | Westival          |
| "Osaka Ai Eye Ai"         | 2017       | 1                    | 2                    | - RIAJ: Gold     | - JPN: 155,000 | Westival          |
| "Ya! Hot! Hot!"           | 2017       | 1                    | —                    | - RIAJ: Gold     | - JPN: 155,000 | Westival          |
| "Bokura Kyō mo Ikiteiru"  | 2017       | 2                    | 2                    | - RIAJ: Gold     | - JPN: 136,000 | WesTV!            |
| "Kangaeru na, Moero!!"    | 2017       | 2                    | —                    | - RIAJ: Gold     | - JPN: 136,000 | WesTV!            |
| "Principal no Kimi e"     | 2018       | 2                    | 2                    | - RIAJ: Gold     | - JPN: 162,000 | WesTV!            |
| "Dragon Dog"              | 2018       | 2                    | —                    | - RIAJ: Gold     | - JPN: 162,000 | WesTV!            |
| "Start Dash"              | 2018       | 2                    | 2                    | - RIAJ: Gold     | - JPN: 130,000 | WesTV!            |
| "Homechigirisuto"         | 2019       | 1                    | 1                    |                  | - JPN: 138,000 | Non-album singles |
| "Kizudarake no Ai"        | 2019       | 1                    | 49                   |                  | - JPN: 138,000 | Non-album singles |
| "Ame Nochi Hare"          | 2019       | 1                    | 1                    | - JPN: 159,000   |                | Non-album singles |
| "Big Shot!!"              | 2019       | 1                    | 1                    | - JPN: 167,000   |                | Non-album singles |

### DVD-k
| Kiadás dátuma    | Cím                                              | Toplistás helyezések |                             |   |
| ---------------- | ------------------------------------------------ | -------------------- | --------------------------- | - |
| Kiadás dátuma    | Cím                                              | 17 December 2014     | Naniwa Zamurai Hello Tokyo! | 3 |
| 6 June 2015      | Naniwa Tomoare, Homani Arigatou                  | 1                    |                             |   |
| 7 October 2015   | Johnny's West 1st Concert Ippatsumeeeeeee!       | 1                    |                             |   |
| 18 May 2016      | Johnny's West 1st Tour Paripipo                  | 1                    |                             |   |
| 30 November 2016 | Johnny's West Concert Tour 2016 Luckyyyyyyy 7    | 1                    |                             |   |
| 24 May 2017      | Johnny's West 1st Dome 24-kara Kansha Todokemasu | 1                    |                             |   |
| 25 October 2017  | Johnny's West Live Tour 2017 Nawest              | 1                    |                             |   |
| 24 October 2018  | Johnny's West Live Tour 2018 Westival            | 1                    |                             |   |

## Fordítás
- Ez a szócikk részben vagy egészben  a   Johnny's West című angol Wikipédia-szócikk ezen változatának fordításán alapul.  Az eredeti cikk szerkesztőit annak laptörténete sorolja fel. Ez a jelzés csupán a megfogalmazás eredetét és a szerzői jogokat jelzi, nem szolgál a cikkben szereplő információk forrásmegjelöléseként.